# Excentradenia boliviana
Excentradenia boliviana är en tvåhjärtbladig växtart som beskrevs av W.R. Anderson. Excentradenia boliviana ingår i släktet Excentradenia och familjen Malpighiaceae. Inga underarter finns listade i Catalogue of Life.